# Sound Transit

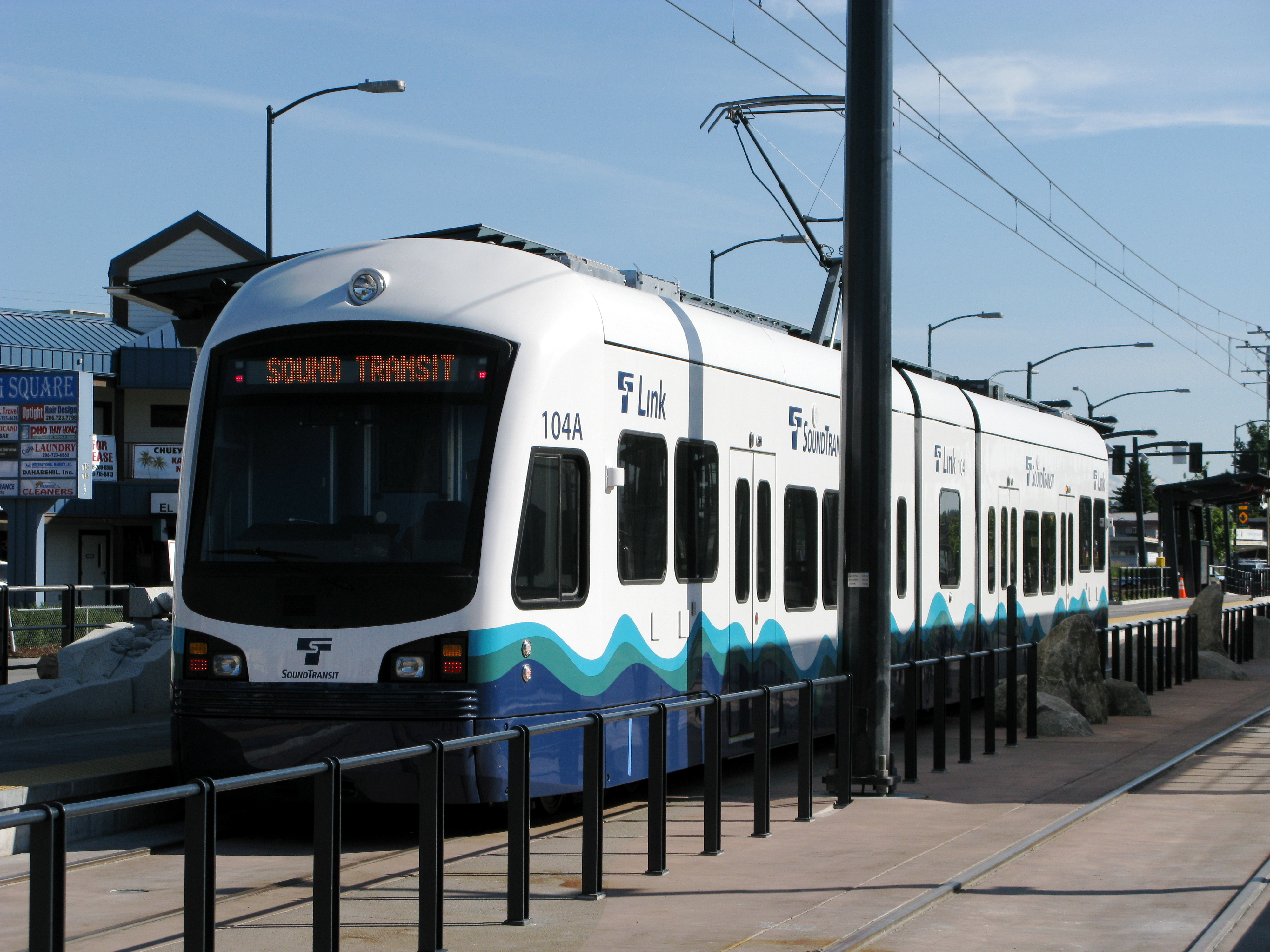
Rychlodrážní tramvaj od japonské společnosti Kinki Sharyo.

Sound Transit je jméno dopravního podniku v regionu Pugetův záliv v americkém státě Washington. V roce 1996 ji vytvořily vlády okresů Snohomish, King a Pierce a její oficiální název zní Central Puget Sound Regional Transport Authority. Podnik provozuje expresní autobusy, příměstské vlaky a rychlodrážní tramvaje, a staví velké projekty, které podporují a rozšiřují jeho služby.

## Expresní autobusy
- Hlavní článek: Sound Transit Express

Flotilu expresních autobusů Sound Transit Express provozují místní dopravní podniky Community Transit, King County Metro a Pierce Transit. Autobusy obsluhují větší města ve všech třech okresech, kam patří mj. také Seattle, Tacoma, Bellevue a Everett.

## Rychlodrážní tramvaje
- Hlavní článek: Link Light Rail

### Nynější systém
Systém rychlodrážních tramvají společnosti se skládá z 2,6 km dlouhé linky Tacoma Link v Tacomě a 23,5 km dlouhé linky Central Link ve městech Seattle, Tukwila a SeaTac.
Tacoma Link spojuje tacomský divadelní obvod, kongresové centrum, Union Station a stadion Tacoma Dome.
Seattleský Central Link spojuje centrum města a letiště Seattle-Tacoma International Airport. První část byla spuštěna v červenci 2009 a vedla pouze z centra přes čtvrti SoDo, Beacon Hill a Rainier Valley až do Tukwily. V prosinci 2009 byla spuštěna druhá část, která vede z Tukwily přes SeaTac k mezinárodnímu letišti.

### Ve výstavbě
University Link je 5,6 km dlouhá linka systému, která se nyní teprve staví. Stavba začala v březnu 2009 a bude dokončena v roce 2016. Linka povede pouze v podzemí a bude spojovat centrum města, čtvrť Capitol Hill a University of Washington. Cena tohoto prodloužení je přibližně 1,9 miliardy dolarů, z čehož polovina bude zaplacena z fundů od Federálního dopravního úřadu.

### Budoucnost
V listopadu 2008 voliči schválili linku North Link, která povede od univerzity do čtvrti Northgate. Přestože dopravní podnik nyní pracuje na kalendáři pro návrh a konstrukci, prohlášení o dopadu na životní prostředí vydala už v dubnu 2006. Linka povede od University of Washington přes stanici Brooklyn a čtvrť Roosevelt do terminálu v Northgate, odkud bude navazovat spojení do obchodního centra Northgate Mall a do města Lynnwood. Linka bude otevřena v roce 2021, pět let po otevření linky University Link.
Společnost také pracuje na plánu a technice 2,6 km dlouhého prodloužení Central Linku z mezinárodního letiště do centra města SeaTac. Trasa povede po nadzemní dráze, která povede většinou nad ulicí 28th Avenue South. Linka bude otevřena podle fundů mezi lety 2015 a 2030.
South Corridor HCT Project je plánovaná linka, která povede mezi plánovanou konečnou stanicí Central Linku v SeaTacu a městem Federal Way. Voliči plán, který obsahuje 7,7 kilometrů dlouhou linku ze vedoucí také přes Highline Community College, schválili v listopadu 2008. Celkové náklady ještě nebyly vypočítány, ale předpokládá se, že linka bude nadzemní dráhou, která bude následovat silnici Washington State Route 99. Finální umístění a stanice budou rozhodnuty po navržení linky a vypočítání dopadů na životní prostředí.
North Corridor HCT Project je plánovaná linka, která povede mezi plánovanou konečnou stanicí North Linku v Northgate a městy Mountlake Terrace a Lynnwood. Projekt bude záviset především na federálních grantech a pravděpodobně se bude opět jednat o nadzemní dráhu.

## Příměstské vlaky
- Hlavní článek: Sounder

Sound Transit provozuje příměstské vlaky Sounder, které se Seattlem spojují Everett a Tacomu. Zatímco mezi Tacomou a Seattlem existuje sedm zpátečních spojů ve špičce a dva opačné spoje, mezi Everettem a Seattlem jsou jen čtyři zpáteční spoje ve špičce. Později bude společnost provozovat hned 18 zpátečních spojů denně mezi Seattlem a Tacomou, a to poté, co společnost BNSF Railway dokončí všechny práce na úseku. V roce 2012 se plánuje prodloužení vlaků do stanic South Tacoma a Lakewood.
Seznam nynějších a zanedlouho otevřených stanic:
- Everett Station
- Edmonds Station
- Mukilteo Sounder Station
- King Street Station
- Tukwila Station
- Kent Sounder Station
- Auburn Station
- Sumner Station
- Puyallup Station
- Tacoma Dome Station
- South Tacoma - od roku 2008 autobusy, od roku 2012 vlaky
- Lakewood - od roku 2008 autobusy, od roku 2012 vlaky

## Vozový park
| Příměstské vlaky      | Příměstské vlaky                       | Příměstské vlaky                     | Příměstské vlaky | Příměstské vlaky | Příměstské vlaky                      | Příměstské vlaky                  | Příměstské vlaky | Příměstské vlaky |
|                       | Výrobce                                | Model                                | Délka            | Kapacita         | Zakoupen                              | Vyřazen                           | Počet            | Čísla            |
| --------------------- | -------------------------------------- | ------------------------------------ | ---------------- | ---------------- | ------------------------------------- | --------------------------------- | ---------------- | ---------------- |
|                       | EMD                                    | F59PHI, 3000 koní                    | 18 m             | ---              | 1999                                  | ve službě                         | 11               | 901-911          |
| 2000                  | EMD                                    | F59PHI, 3000 koní                    | 18 m             | ---              | ve službě                             |                                   | 11               | 901-911          |
| 2001                  | EMD                                    | F59PHI, 3000 koní                    | 18 m             | ---              | ve službě                             |                                   | 11               | 901-911          |
|                       | Bombardier                             | Bi-Level Cab Car                     | 26 m             | 136 k sezení     | 1999                                  | ve službě                         | 18               | 101 - 118        |
| 2000                  | Bombardier                             | Bi-Level Cab Car                     | 26 m             | 136 k sezení     | ve službě                             |                                   | 18               | 101 - 118        |
| 2001                  | Bombardier                             | Bi-Level Cab Car                     | 26 m             | 136 k sezení     | ve službě                             |                                   | 18               | 101 - 118        |
|                       | Bombardier                             | Bi-Level Coach                       | 26 m             | 140 k sezení     | 1999                                  | ve službě                         | 40               | 201 - 240        |
| 2000                  | Bombardier                             | Bi-Level Coach                       | 26 m             | 140 k sezení     | ve službě                             |                                   | 40               | 201 - 240        |
| 2001                  | Bombardier                             | Bi-Level Coach                       | 26 m             | 140 k sezení     | ve službě                             |                                   | 40               | 201 - 240        |
| Rychlodrážní tramvaje |                                        |                                      |                  |                  |                                       |                                   |                  |                  |
|                       | Kinki Sharyo                           | Mitsui 1500V-DC Electric Traction    | 29 m             | 200 (74/126)     | 2007                                  | ve službě                         | 35               | 101-135          |
| 2011                  | Kinki Sharyo                           | Mitsui 1500V-DC Electric Traction    | 29 m             | 200 (74/126)     | některé ve službě, některé se testují | 27                                | 136-162          |                  |
|                       | Škoda                                  | 750V-DC Electric Traction            | 20 m             | 56 (30/26)       | 2001                                  | ve službě                         | 3                | 1001-1003        |
| Expresní autobusy     |                                        |                                      |                  |                  |                                       |                                   |                  |                  |
|                       | Výrobce                                | Motor                                | Délka            | Kapacita         | Zakoupeno                             | Status                            | Počet            | Čísla            |
|                       | Gillig Hybrid                          |                                      | 12 m             | 37               | 2012                                  | objednáno, bude doručeno v 7/2012 | 24               |                  |
|                       | New Flyer D60LFR                       |                                      | 18 m             | 56               | 2010                                  | ve službě                         | 13               | 9553-9565        |
| 2011                  | New Flyer D60LFR                       | ve službě                            | 18 m             | 56               | 24                                    | 9566-9596                         |                  |                  |
|                       | New Flyer DE60LFR                      |                                      | 18 m             |                  | 2010                                  | ve službě                         | 11               | 9637-9647        |
|                       | New Flyer DE60LF                       | Cat C9/GMHybrid/Cummins ISL          | 18 m             | 57 k sezení      | 2005                                  | ve službě                         | 22               | 9600-9621        |
| 2008                  | New Flyer DE60LF                       | Cat C9/GMHybrid/Cummins ISL          | 18 m             | 57 k sezení      | 2                                     | ve službě                         | 9622-9623        |                  |
| 2009                  | New Flyer DE60LF                       | Cat C9/GMHybrid/Cummins ISL          | 18 m             | 57 k sezení      | ve službě                             | 13                                | 9624-9636        |                  |
|                       | New Flyer D60LF                        | Detroit Diesel 50                    | 19 m             | 60 k sezení      | 1999                                  | ve službě                         | 25               | 9500-9524        |
| Detroit Diesel 50     | New Flyer D60LF                        | 2001                                 | 19 m             | 60 k sezení      | 12                                    | ve službě                         | 9525-9536        |                  |
| CAT C9                | New Flyer D60LF                        | 2005                                 | 19 m             | 60 k sezení      | 16                                    | ve službě                         | 9537-9552        |                  |
|                       | New Flyer DE40LF                       | Cummins ISL                          | 12 m             | 37 k sezení      | 2003                                  | ve službě                         | 1                | 9200             |
|                       | New Flyer C40LF                        | Cummins ISL C-Gas+                   | 12 m             | 39 k sezení      | 2001                                  | ve službě                         | 20               | 9400-9419        |
|                       | Gillig Phantom                         | Cummins ISM                          | 12 m             | 45 k sezení      | 1999                                  | ve službě                         | 122              | 9000-9069        |
| Cummins ISM Engine    | Gillig Phantom                         | 2001                                 | 12 m             | 45 k sezení      | 9070-9089                             | ve službě                         | 122              |                  |
| Cummins ISL           | Gillig Phantom                         | 2005                                 | 12 m             | 45 k sezení      | 9090-9091                             | ve službě                         | 122              |                  |
| Cummins ISL           | Gillig Phantom                         | 2008                                 | 12 m             | 45 k sezení      | 9092-9121                             | ve službě                         | 122              |                  |
|                       | Motor Coach Industries D4500           | Detroit Diesel EGR Series 60 NOx 2.5 | 14 m             | 60 k sezení      | 2005                                  | ve službě                         | 13               | 9700-9712        |
| 2007                  | Motor Coach Industries D4500           | Detroit Diesel EGR Series 60 NOx 2.5 | 14 m             | 60 k sezení      | 7                                     | ve službě                         | 9713-9719        |                  |
| 2010                  | Motor Coach Industries D4500           | Detroit Diesel EGR Series 60 NOx 2.5 | 14 m             | 60 k sezení      | ve službě                             | 3                                 | 9720-9722        |                  |
|                       | Orion V                                | Cummins L10 260G                     | 12 m             | 45 k sezení      | 1994                                  | Vyřazeny a vydraženy v roce 2008  | 27               | 800-827          |
| 1995                  | Orion V                                | Cummins L10 260G                     | 12 m             | 45 k sezení      | 2                                     | Vyřazeny a vydraženy v roce 2008  |                  | 800-827          |
| Nezisková vozidla     |                                        |                                      |                  |                  |                                       |                                   |                  |                  |
|                       | Výrobce                                | Motor                                | Délka            | Kapacita         | Zakoupena                             | Vyřazena                          | Počet            | Čísla            |
|                       | Ford Crown Victoria Police Interceptor | Ford Modular                         |                  | ---              |                                       | ve službě                         |                  |                  |
|                       | Toyota Prius                           | Toyota NZ                            |                  | ---              |                                       | ve službě                         |                  |                  |

## Policie
Sound Transit má smlouvu se šerifem okresu King na bezpečnostní služby. Policisté u společnosti mají uniformy Sound Transit a auta s logem dopravního podniku. Momentálně mezi ně patří jeden náčelník, jeden kapitán, pět seržantů, čtyři detektivové a 23 strážníků a analytiků. Tito policisté hlídkují ve vlacích, autobusech, na stanicích a nástupištích v okresu King.